# Chevrolet Monte Carlo
Chevrolet Monte Carlo är en personbil som har tillverkats av Chevrolet. Den första, bakhjulsdrivna, Monte Carlon lanserades 1970 och tillverkades till 1987. 1995 återupptogs tillverkningen av en modell med namnet Monte Carlo, vilken dock inte var besläktad med föregångaren. Den nya Monte Carlon är framhjulsdriven och tillverkades fram till 2007.

## Historia

### 1970
Den ursprungliga Monte Carlo-modellen var en syskonmodell till Pontiac Grand Prix. Den tillverkades endast som 2-dörrars coupé. Standardmotorn i Monte Carlo var en V8 på 350 kubiktum (5,7 l) med tvåportsförgasare. Den hade en effekt på 250 hk (186 kW) och ett vridmoment på 345 fotpund (468 Nm). Sportversionen var Monte Carlo 454 SS. Där ingick en V8 på 454 kubiktum (7,4 l), som med fyrportsförgasare utvecklade 360 hk (269 kW) och 500 fotpund (678 Nm).

### 1971
Ändringarna inför denna årsmodell var små. Motoreffekterna var något lägre än 1970, eftersom motorernas kompressionsförhållande hade sänkts för att de skulle gå att köra på blyfri bensin. Ett undantag var 454-motorn, vars effekt var något högre än föregående årsmodell - 365 hk (272 kW). Detta hade åstadkommits genom att en kamaxel med mer aggressiv profil användes.

### 1972
SS-modellen fanns inte längre på modellprogrammet detta år.

### 1973
För modellår 1973 fick Monte Carlon ett helt nytt chassi och kaross. Grillen fick ett gallermönster i Ferrari-stil. 1974 visade inga större förändringar, enbart en större bakre stötfångare och ett något glesare galler i grillen. Dessa två årsmodeller har båda runda framlyktor.

### 1975
Denna årsmodell var den sista som gick att beställa med 454-motorn, som nu hade en effekt på 215 hk (160 kW). Den här generationen fortsatte till och med årsmodell 1977, 'modell 78 var baserad på GM:s kompaktare "G"-plattform.

### 1984
Chevrolet Monte Carlo SS gjorde comeback detta år, nu med en V8 på 305 kubiktum (5,0 l) och 180 hk (134 kW).

### 1988
Alla Chevrolet Monte Carlo av 1988 års modell tillverkades under 1987. Den 12 december detta år rullade den sista bakhjulsdrivna Monte Carlo av bandet.

## Chevrolet Monte Carlo i media
Denzel Washington kör en Chevrolet Monte Carlo -79 i filmen Training Day från 2001. Modellen kan även ses i en av Jim Carreys filmer samt Fast and the Furios - Tokyo Drift.